# Stużno
Stużno – wieś w Polsce położona w województwie łódzkim, w powiecie opoczyńskim, w gminie Opoczno.
Do 1954 roku istniała gmina Stużno. W latach 1975–1998 miejscowość administracyjnie należała do województwa piotrkowskiego.
Wierni kościoła rzymskokatolickiego należą do parafii św. Doroty w Petrykozach.

## Części wsi
| SIMC    | Nazwa         | Rodzaj    |
| ------- | ------------- | --------- |
| 0547543 | Borki         | część wsi |
| 0547550 | Ług           | część wsi |
| 0547566 | Pod Gościńcem | część wsi |
| 0547572 | Pod Sielcem   | część wsi |
| 0547589 | Rowy          | część wsi |

## Historia
W wieku XIX Miejscowość opisana jest jako :
Stużno w XV wieku Stoszno, w XVI wieku Stozno, – wieś i folwark, powiat, opoczyński, gmina Stużno, parafia Petrykozy, odległość od Opoczna 9 wiorst ma 34 domów, 356 mieszkańców.
We wsi był młyn wodny.
W 1827 r. było w Stużnie 24 domów 210 mieszkańców.
W 1886 r. folwark Stużno posiadał rozległość 1178 mórg: gruntów ornych. i ogrodów 478 mórg., łąk 108 mórg., pastwisk. 78 mórg, lasu 459 mórg, w osadach wieczystoczynszowych 26 mórg, nieużytków. 28 mórg, budynków. murowanych 17, z drzewa 14.
Płodozmian 10-polowy.; las nieurządzony.
W skład dóbr poprzednio wchodziły: wieś Stużno 19 mieszkańców, 658 mórg; wieś Sołtysy 13 osób,248 mórg, wieś Drynia 2 os, 12 mórg, wieś Kolonia 8 os, 75 mórg, os. Gożdż 1 os., 9 mórg.
W połowie XV w. wieś Stużno, w parafii Petrykozy, własność Petrykozkiego hrabiego Odrowąż, miała 7 łanów kmiecych, z których dawano dziesięcinę prebendzie bielowskiej koleją lat a to z oziminy, to z jarego zboża, wartości 4 grzywien.
Arcybiskupstwo. gnieźnieńskie. pobierało też kolejno z oziminy i jarzyny V część, a dwie części prebenda sandomierska.
Karczma, zagrody, folwark. rycerski, dawały dziesięcinę plebanowi w Petrykozach (Długosz, L. B., I, 359).
Według rejestru poborowego. powiatu opoczyńskiego z 1508 r. wieś Stożno, Kamień, Berniów, własność Stożeńskiego, płaciły poboru. 2 grzyw., 7 gr.
W 1577 r. Stużno Stużeńskich miało 6 i 1/2 łana. (Pawiński, Małop., 285, 480).
Stużno gmina. należy do sądu gminnego okręgu I w Opocznie (st. poczt. i kol. żel.),
Urząd Gminy we wsi Kamienna Wola. 
Gmina ma 13385 mórg. (6300 mórg. włościańskich.), 407 domów. (52 mur.), 3199 mieszkańców.
W skład, gminy wchodzą: Aleksandrów, Budki, Barnów, Dobromirowa-Wólka, Drynia, Euge¬nijów, Gózd, Kamienna Wola, Karwiee, Korytków, Botwin, Kupimierz, Kura¬szków, Kurzacze, Parczówek, Sielec, Soł-tysy, Staropole, Stefanów, Stużno i Wymysłów.